# Ишань
 Айсиньгёро Ишань (кит. 愛新覺羅·奕山; 13 июня 1790 — 30 июня 1878) — маньчжурский дворянин и чиновник династии Цин. Он наиболее известен своей неспособностью защитить Гуанчжоу (Кантон) от британских войск во время Первой опиумной войны и подписанием Кульджинского и Айгунского договоров с Российской империей в 1851 и 1858 годах соответственно. Второе имя — Цзинсюань.

## Биография
Родился 13 июня 1790 года в клане Айсин Гёро, имперском клане руководимой маньчжурами династии Цин, ближе к концу правления императора Цяньлуна. Сын Мяньбэя (绵備) и потомок принца Юньти (1688—1755), четырнадцатого сына цинского императора Канси, и первый в очереди на титул князя Сюнь. Его прадед Хунчунь (弘春; 1703—1739) когда-то носил титул цзюньван (принц второго ранга) как «принц Тай второго ранга» (多羅泰郡王). Его семья входила в состав Синего знамени с каймой в системе Восьмизнамённой армии.
В 1821 году, после того как цинский император Даогуан взошел на трон, Ишань, в то время дворянин четвертого класса, был завербован в качестве имперской гвардии третьего класса (三等侍衛) в Запретном городе. Он помогал им обучать новобранцев. Он начал службу в императорской гвардии и в этом качестве в течение года (1826 г.) участвовал в военной кампании в Кашгаре. После нескольких повышений он стал (1832 г.) комендантом войск в Или, а через год в Тарбагатае. В 1835 году Ишань был назначен помощником военного губернатора в Или; через два года исполняющий обязанности военного губернатора; а в 1838 году — полный военный губернатор. В 1840 году он возглавил колонизационные работы в Илийском районе, в ходе которых на 164 000 му (около 27 300 десятин) земли основал 1000 мусульманских семей. В 1840 году Ишань был отозван из Илийского района в Пекин.
В 1841 году, когда разразилась Первая опиумная война, император Даогуан уволил монгола Цишаня с должности имперского комиссара, курирующего военные дела в провинции Гуандун, и назначил Ишаня «генералом Цзинни» (靖逆將軍), чтобы заменить Цишаня. Ишань не доверял местным жителям в провинции Гуандун и усилил защиту от них, а не от британцев. Он набрал неопытных новобранцев из провинции Фуцзянь на службу в цинской армии вместо опытных солдат. Кроме того, он также проводил время, развлекаясь с офицерами. 21 мая 1841 года Ишань приказал своим войскам ночью начать внезапную атаку на британцев, но атака не удалась. Британцы захватили все артиллерийские позиции за пределами Гуанчжоу (Кантон). Войска Цин отступили в город и не осмелились вступить в бой с англичанами. Хаос вспыхнул в Гуанчжоу, когда ополченцы-добровольцы из Наньхая и Хунани начали борьбу за припасы. 26 мая Ишань сдался британцам и подписал Гуанчжоуский договор с Чарльзом Эллиотом. Во время своего пребывания в Кантоне Ишань неоднократно посылал ложь и дезинформацию императору Даогуана, создавая впечатление, что силы Цин были сильнее британцев.
В конце 1842 года Ишань был задержан по приказу императора в ожидании суда за его неспособность защитить Гуанчжоу. Однако в середине 1843 года он был освобожден и произведен в имперскую гвардию второго класса (二等侍衛) и исполнял обязанности банши дачена (辦事大臣) Хотана (область в Синьцзяне). В 1845 году он был назначен генералом Или на второй срок. В 1847 году он был удостоен звания чжэнго цзянцзюнь первого класса, четвертого нижнего уровня в иерархии дворянских чинов династии Цин.
В середине 1851 года русский дипломат Иван Захаров начал переговоры с Ишаном и Буйантаем (布 彥 泰) в Или, чтобы открыть Кульджу и Чугучак для китайско-российской торговли. Русские хотели, чтобы новый договор был основан на более раннем Кяхтинском договоре (1727 г.). Ишань согласился почти на все русские условия, кроме торговли в Кашгаре. 6 августа 1851 года Российская империя и Цинская империя подписали Кульджинский мирный договор. В 1855 году Ишань был переведен на должность генерала провинции Хэйлунцзян (黑龍江將軍) для наблюдения за пограничной провинцией Хэйлунцзян.
Во время Второй опиумной войны (1857—1860) генерал-губернатор Восточной Сибири Николай Муравьев-Амурский обратился к генералу Ишаню и предложил российскую помощь империи Цин против британцев и французов в обмен на изменение китайско-российской границы по рекам Амур и Уссури. Русские также продемонстрировали свою военную мощь, обстреляв реку Амур артиллерийскими снарядами. Ишань был в ужасе, но не хотел мстить, опасаясь начать новую войну. В мае 1858 года Российская и Цинская империи подписали Айгуньский мирный договор, по которому земли между Становым хребтом и рекой Амур передавались Российской империи. В 1860 году русские вмешались в Пекинскую конвенцию, что положило конец Второй опиумной войне, и вынудили Цинскую империю в дальнейшем уступить им свои территории к востоку от реки Уссури, включая Сахалин. Император Сяньфэн был в ярости из-за территориальных потерь для русских, поэтому он уволил Ишаня с поста генерала Хэйлунцзяна, несмотря на попытки последнего объясниться. Ишань вернулся в Пекин, чтобы дождаться дальнейших распоряжений, но вскоре вернулся в строй.
Ишань умер от болезни в Пекине в 1878 году. У него остались как минимум два сына, в том числе второй сын Цзайчжуо (載鷟).